# Sophie Muller
Sophie Melanie Muller, född 31 januari 1962 i London, England, är en brittisk musikvideoregissör. Hon har regisserat musikvideor åt bland andra No Doubt, Garbage, Blur, Annie Lennox, Eurythmics, Shakespear's Sister, Weezer, Sophie Ellis-Bextor, Sade, Natasha Bedingfield, Shakira, Lily Allen och Beyoncé.

## Musikvideor i urval
1987
- Eurythmics - "Beethoven"

1988
- Eurythmics - "Brand New Day"
- Eurythmics - "Do You Want To Break Up?"
- Eurythmics - "Heaven"
- Eurythmics - "I Need You"
- Eurythmics - "Put The Blame On Me"
- Eurythmics - "Savage"
- Eurythmics - "Wide Eyed Girl"
- Sade - "Nothing Can Come Between Us"
- Sade - "Turn My Back On You"
- Eurythmics - "I Need A Man"
- Sade - "Love Is Stronger Than Pride"
- Eurythmics - "You Have Placed A Chill In My Heart"
- Shakespear's Sister - "Break My Heart"
- Annie Lennox featuring Al Green - "Put A Little Love In Your Heart"

1989
- Shakespear's Sister - "You're History"
- Shakespear's Sister - "Run Silent"
- Eurythmics - "Don't Ask Me Why"
- Eurythmics - "Angel"

1990
- Eurythmics - "King & Queen Of America"
- Julia Fordham - "Lock And Key"
- Sinéad O'Connor - "Emperor's New Clothes"

1991
- Nanci Griffith - "Late Night Grande Hotel"
- World Party - "Thank You World"
- Curve - "Coast Is Clear"
- Shakespear's Sister - "Goodbye Cruel World"

1992
- Curve - "Fait Accompli"
- Shakespear's Sister - "Stay"
- Aaron Neville - "Somewhere, Someday"
- Annie Lennox - "Why"
- Shakespear's Sister - "Hello"
- Annie Lennox - "Precious"
- Vegas - "possessed"
- Annie Lennox - "Cold"
- Annie Lennox - "Money Can't Buy It"
- Annie Lennox - "Legend in My Living Roon"
- Annie Lennox - "The Gift"
- Annie Lennox - "Primitive"
- Annie Lennox - "Keep Young and Beautiful"
- Sade - "No Ordinary Love"
- Annie Lennox - "Walking On Broken Glass"
- Annie Lennox - "Love Song For A Vampire"
- Shakespear's Sister - "I Don't Care"
- Annie Lennox - "Little Bird"

1993
- Björk - "Venus as a Boy"

1994
- Hole - "Miss World"
- The Jesus & Mary Chain Featuring Hope Sandoval - "Sometimes Always"
- The Jesus & Mary Chain - "Come On"
- Sparks - "When Do I Get To Sing My Way?"

1995
- Sophie B. Hawkins - "As I Lay Me Down"
- Sparks - "When I Kiss You"
- Stone Roses - "Ten Storey Love Song"
- Lisa Loeb & Nine Stories - "Do You Sleep?"
- Jeff Buckley - "So Real"
- Weezer - "Say It Ain't So"

1996
- The Cure - "The 13th"
- Kè - "Strange World"
- Gary Barlow - "Forever Love"
- Shakespear's Sister - "I Can Drive"
- No Doubt - "Don't Speak"
- No Doubt - "Excuse Me Mr."
- No Doubt - "Sunday Morning"
- The Lightning Seeds - "What If..."

1997
- Blur - "Beetlebum"
- Blur - "On Your Own"
- Blur - "Song 2"
- Maxwell - "Whenever, Wherever, Whatever"
- Curve - "Chinese Burn"
- No Doubt - "Hey You"
- No Doubt - "Oi To The World"

1998
- James Iha - "Be Strong Now"
- Maxwell - "Luxury: Cococure"
- Sparklehorse - "Sick Of Goodbyes"
- Garbage - "When I Grow Up (Live version)"
- Garbage - "The Trick Is To Keep Breathing"
- Rufus Wainwright - "April Fools"

1999
- Blur - "Tender"
- Sinéad O'Connor - "Chiquita"
- Natalie Merchant Featuring N'dea Davenport - "Break Your Heart"
- Sparklehorse - "Pig"
- Manic Street Preachers - "You Stole the Sun from My Heart"
- Garbage - "When I Grow Up (US version)"
- Semisonic - "Secret Smile"
- The Cardigans - "Hanging Around"
- Sarah McLachlan - "Possession"
- Sarah McLachlan - "I Will Remember"
- Emiliana Torrini - "To Be Free"
- Beth Orton - "Central Reservation"
- Sarah McLachlan - "Ice Cream"
- Supergrass - "Mary"

2000
- Eurythmics - "I Saved the World Today"
- No Doubt - "Simple Kind of Life"
- Ute Lemper - "The Case Continues"
- Doves - "Catch The Sun"
- Bentley Rhythm Ace - "How'd I Do Dat?"
- Alisha's Attic - "Push It All Aside"
- Alisha's Attic - "Pretender Got My Heart"
- JJ72 - "Oxygen"
- PJ Harvey - "Good Fortune"
- Sade - "By Your Side"
- Coldplay - "Trouble"

2001
- Turin Brakes - "The Door"
- Sade - "King Of Sorrow"
- Turin Brakes - "Underdog (Save Me)"
- No Doubt - "Bathwater"
- PJ Harvey - "A Place Called Home"
- Nelly Furtado - "Turn Off the Light"
- Sophie Ellis Bextor - "Take Me Home"
- PJ Harvey - "This Is Love"
- Radiohead - "I Might Be Wrong"
- Sophie Ellis Bextor - "Murder on the Dancefloor"

2002
- Amy Studt - "Just a Little Girl"
- Sophie Ellis Bextor - "Move This Mountain"
- Sugababes - "Freak Like Me"
- Coldplay - "In My Place"
- Amy Studt - "Misfit"
- The Beau Sisters - "I Was Only 17"
- Sparta - "Cut Your Ribbon"
- Pink - "Family Portrait"
- No Doubt (featuring Lady Saw) - "Underneath It All"
- Sophie Ellis Bextor - "Music Gets The Best Of Me" (both versions)

2003
- Nickel Creek - "Speak"
- Dolly Parton - "I'm Gone"
- Dido - "Life For Rent"
- Pink - "Trouble"
- The Raveonettes - "That Great Love Sound"
- Sophie Ellis Bextor - "I Won't Change You" [Co-Produced]

2004
- Dixie Chicks - "Top of the World"
- The Killers - "Mr. Brightside"
- Sixpence None The Richer - "Don't Dream It's Over"
- Maroon 5 - "This Love"
- Maroon 5 - "She Will Be Loved"
- Nelly Furtado - "Try"
- Mindy Smith - "Come to Jesus"
- Jamelia - "See It in a Boy's Eyes"
- Sarah McLachlan - "World on Fire"
- Sarah McLachlan - "Stupid"
- The Strokes - "The End Has No End"
- Natasha Bedingfield - "These Words" (UK Version)
- Vanessa Carlton - "White Houses"
- Loretta Lynn Featuring Jack White - "Portland, Oregon"

2005
- KT Tunstall - "Black Horse & The Cherry Tree"
- Garbage - "Why Do You Love Me"
- Garbage - "Bleed Like Me"
- Garbage - "Sex Is Not the Enemy"
- Garbage - "Run Baby Run"
- Gwen Stefani - "Cool"
- Coldplay - "Fix You"
- Faith Hill Featuring Tim McGraw - "Like We Never Loved At All"
- Gwen Stefani - "Luxurious"
- Gwen Stefani - "Serious"
- Gwen Stefani - "Crash"

2006
- Shakira Featuring Wyclef Jean- "Hips Don't Lie"
- Dixie Chicks - "Not Ready to Make Nice"
- She Wants Revenge - "These Things"
- Faith Hill - "Stealing Kisses
- Lily Allen - "Smile"
- Beyoncé Featuring Jay-Z- "Deja Vu"
- Beyoncé - "Ring The Alarm"
- Sophie Ellis-Bextor - "Catch Yo"
- The Raconteurs - "Level"
- Gwen Stefani - "Wind It Up"
- Siobhán Donaghy- "Don't Give It Up"